# Yannick Moreau (haute fonctionnaire)
Pour les articles homonymes, voir Yannick Moreau.
Yannick Moreau, née Yannick Polo le 30 décembre 1945 à Nantes, est une haute fonctionnaire française.

## Biographie
Yannick Polo est la fille de Henri Polo, agent de change et industriel nantais, président-directeur général de Saupiquet, et de Suzanne Cossé. Elle épouse Gérard Moreau, ancien camarade de promotion à l’École nationale d'administration (ENA), conseiller-maître à la Cour des comptes et directeur de la Population et des Migrations.
Après sa scolarité dans les établissements privés de Nantes, elle commence ses études à la faculté de droit de Nantes. Diplômée de HEC Jeunes Filles, docteur en droit à Paris (1975), et ancienne élève de l'Institut d'études politiques de Paris et de l'ENA, elle devient auditeur puis maître des requêtes au Conseil d'État quand François Mitterrand la nomme en 1981 conseillère technique au secrétariat général de l'Élysée, chargée des affaires sociales.
En juillet 1984, elle devient directrice du cabinet de Jean-Pierre Chevènement nommé ministre de l'Éducation nationale.
À partir de 1986, elle est commissaire du gouvernement près de la Cour supérieure d'arbitrage, puis en 1988 auprès des formations du contentieux. De 1989 à 1991 elle est secrétaire générale pour l'administration du ministère de la Défense.
Elle est promue conseillère d'État en 1990.
Directrice générale adjointe, chargée des relations sociales et des ressources humaines, à la Société nationale des chemins de fer français (SNCF) en 1992, elle devient en 1995 présidente de sous-section au Conseil d’État et directrice du programme d’études avancées Gestion des transformations sociales à l'Institut d'études politiques de Paris.
Martine Aubry, ministre de l'Emploi et de la Solidarité, la nomme présidente de l’Institut de veille sanitaire et présidente du Conseil supérieur de la prud’homie en 1999.
Nommée par Lionel Jospin présidente du Conseil d'orientation des retraites (COR) en 2000, elle quitte le COR en avril 2006 pour prendre la présidence de la section sociale du Conseil d'État, fonction qu'elle exercera jusqu'en février 2011. Elle est enfin présidente adjointe de la section de l'Administration du Conseil d'État.
Elle a été nommée par décret du Premier ministre François Fillon au Haut conseil du dialogue social en décembre 2008, dont elle assure la présidence des sessions.
Le 14 juin 2013, elle remet au Premier ministre Jean-Marc Ayrault un rapport, qu'elle préside, intitulé « Nos retraites demain : équilibre financier et justice ».
Elle est membre du club Le Siècle[réf. nécessaire].

## Décorations
- Commandeure de la Légion d'honneur en 2016[5].
- Commandeure de l'ordre national du Mérite  Elle est promue commandeure par décret du 14 novembre 2011[6]. Elle était officière du 23 septembre 2002.

## Sources
- Emmanuel Ratier, Au cœur du pouvoir: enquête sur le club le plus puissant de France, 1996.